# 蒿乙醚
蒿乙醚（也称β-蒿乙醚）是青蒿素的一种半合成衍生物，是一种反应快速的血液裂殖体杀灭剂，尤其用于治疗抗氯喹恶性疟原虫导致的脑型疟疾病例，但目前只作为治疗严重疟疾病例的二线药物。